# 哈德遜河
（又译哈得逊河）是美國紐約州的河川，長507公里，发源于紐約上州阿第倫達克山脈，上游分出莫霍克河，西接伊利運河（可達五大湖），流经哈德遜河谷后匯入紐約港，是紐約州的經濟命脈。自北向南，流经纽约州东部、奧爾巴尼市、紐約市。下游为纽约州和紐泽西州的边界。
1524年，意大利探險家喬瓦尼·達韋拉扎諾穿过上纽约湾，到达今天纽约市，他提出这里是一条大河入海口。達韋拉扎諾因此而聞名於世。河流名称则来源于英国探险家亨利·哈德逊，他溯河而上到达今天特洛伊一带。
哈德逊河下游实际上是潮汐型河口，潮汐甚至能够影响到特洛伊的“联邦水坝”处，大潮甚至可令纽约港部分地区难以航行。冬季，哈德逊河的浮冰因为潮汐的缘故或南或北地流动。哈德逊河在美洲印第安语中名为“Muhheakantuck”，意思是“两向流动的河”，这体现了哈德逊河的河口特性。哈德逊河的正式源头是云之泪湖。

## 参看
- 全美航空1549号班机事故
- 東河